# Улытау (горы)
Улытау (каз. Ұлытау, букв. «великие горы», устар. Улуг Таг) — массив невысоких гор на юго-западе Казахского мелкосопочника.
Сложен преимущественно гранитами. Склоны расчленены ущельями временно действующих водотоков, голы и скалисты. На склонах встречаются осиновые боры и степи, местами в увлажнённых понижениях берёзовые колки, в расщелинах скал — степные злаки, полынь, эфедра; на каменистых осыпях — кустарники.
Улытау — один из древнейших горных массивов Сарыарки. Протянут с севера на юг на 200 км. Его самая высокая точка — пик Акмешит (1131 м).
Улытау называют «страной озёр и родников».

## История
В VIII веке в горах Улытау находилась ставка Кангар.
В XVII—XVIII веках горы Улытау считались центром всей Казахской степи.
В 1730 году здесь собралось около 40 тысяч вооруженных ополченцев со всех трех жузов.
Тогда от имени ханского рода общее командование войсками было возложено на Абулхаира, а непосредственное руководство военными действиями осуществлял Бокенбай батыр.
Величественные курганы, некрополи, мавзолеи бегазы-дандыбаевской культуры, наскальные рисунки, петроглифы, шахты, металлургические печи, в которых выплавлялись медь, олово, серебро, золото и другие древние памятники, найденные и исследованные учёными, свидетельствуют о том, что Улытау с древних времён был центром Сарыарки и всей степи.
Величие этих древнейших гор заключено в значимости событий национальной истории Казахстана. Улытау был излюбленным местом ханов кочевых племен. Здесь дислоцировалась ставка хана Джучи — старшего сына Чингисхана, отсюда начинал свой завоевательный поход на запад хан Батый.
В Улытау воздвигнуты мавзолеи хана Джучи и Алаша хана. На север от мавзолея Джучи 610 метров у реки остатки треугольной земляной насыпи ритуального назначения, построенной по приказу Чингисхана для захоронения Джучи. Сторона грани треугольного молельного городища 118 метров. Координаты треугольного городища 48.161209, 67.818292 (Павловский А. 12.1.2016). Здесь же в горах погребен хан Золотой Орды Тохтамыш, ордынский полководец эмир Едыге. На каменной плите улытауской горы Алтын шокы оставил память о своём пребывании весной 1391 года великий Тамерлан.

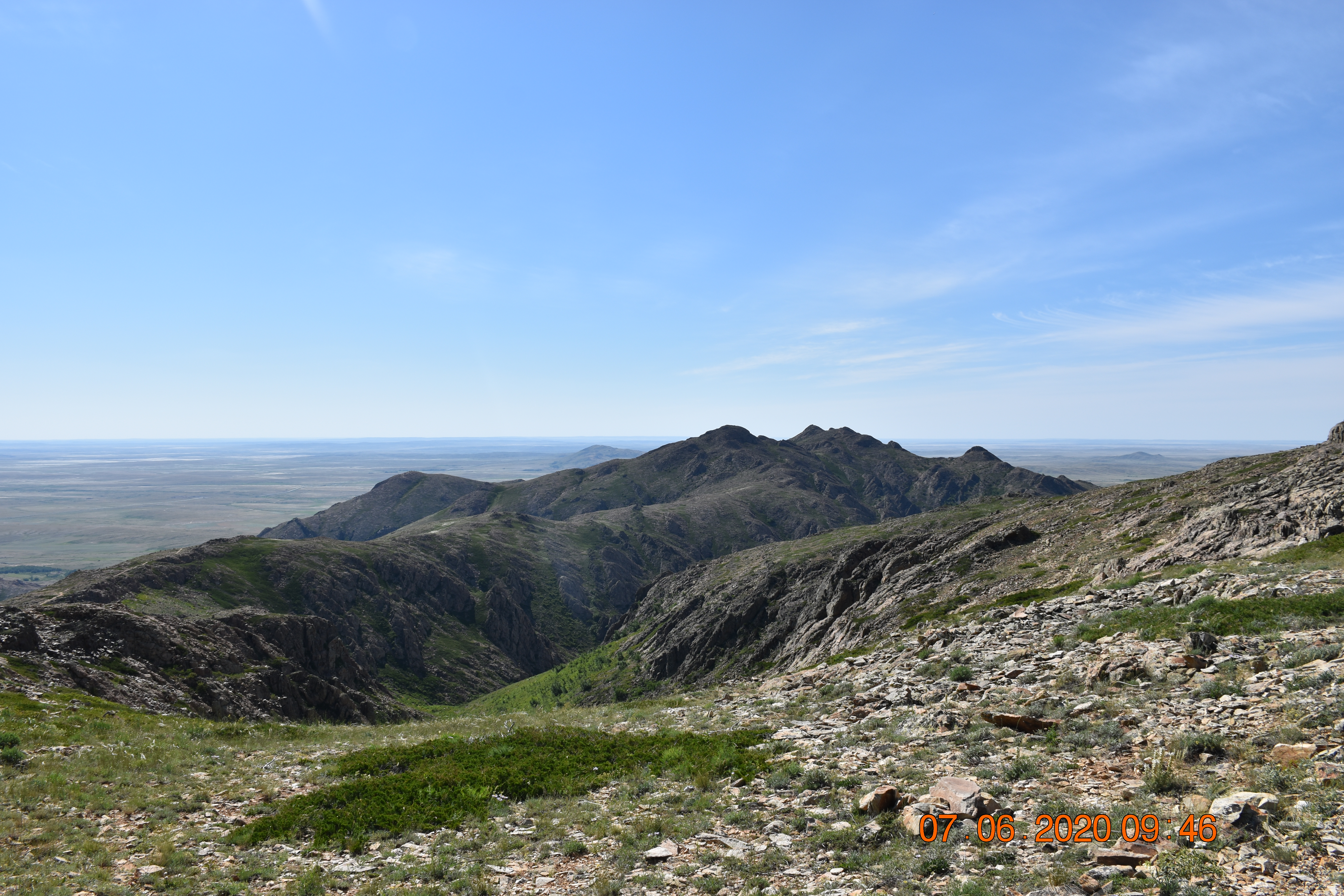
Улытау Горы

Памятники, которые хранит в себе Улытау, восходят к эпохам палеолита и неолита. На территории района находится около 636 памятников, 282 из которых занесены в историко-культурную карту фонда музея «Улытау».
На территории Улытау по ботаническим и географическим исследованиям выявлено 617 видов растений, из них 90 видов лекарственных.

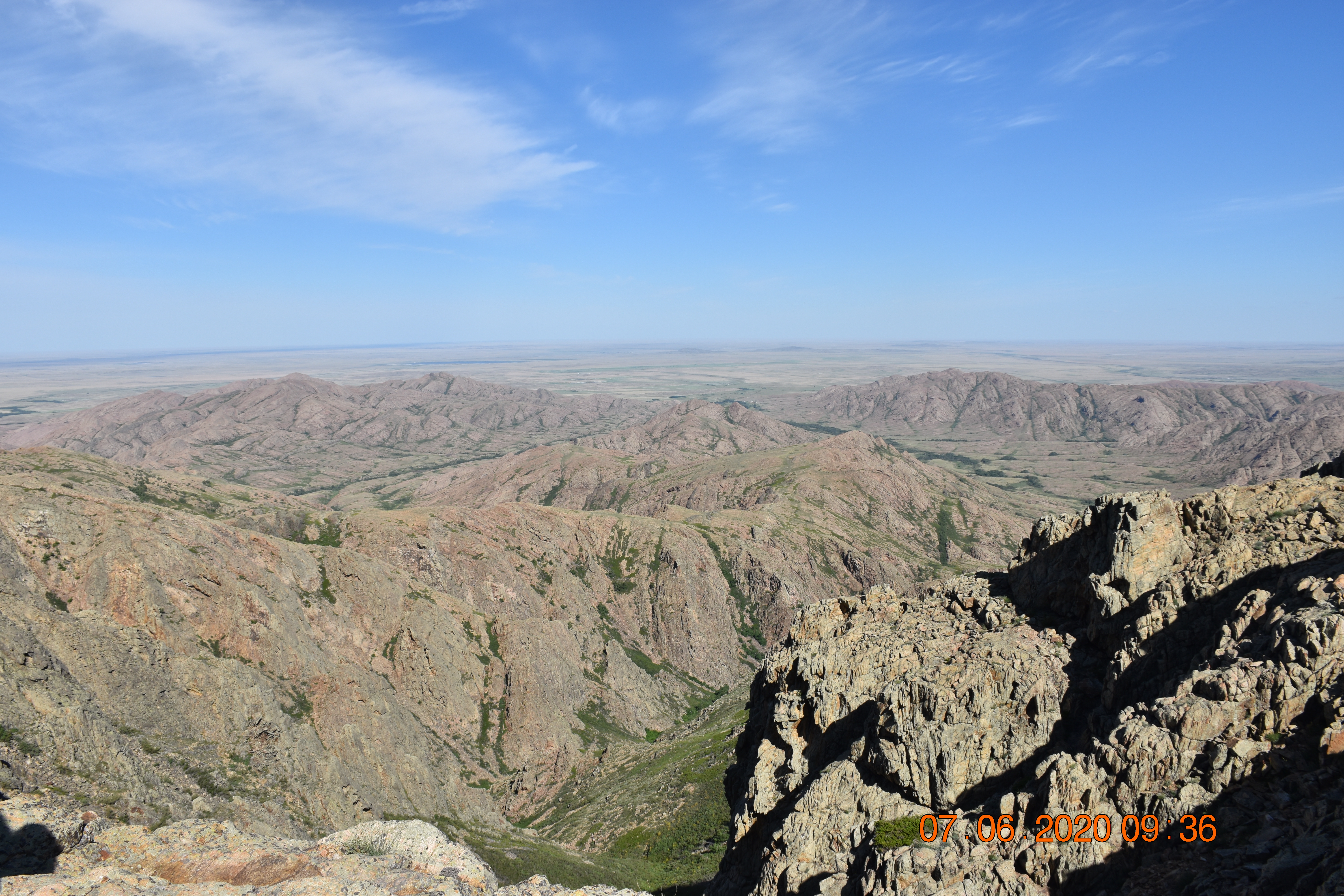
Улытау, горы

В одном из золотоордынских погребений XIII—XIV века в междуречье рек Калмаккырган (Белеуитты) и Буланты (бассейн реки Сарысу) в горах Улытау вместе с членами армии хана Джучи в кургане 5 с надгробным обелиском из местного грубо оббитого плотного кварцита, состоящим из двух камней чёрного и зелёного цветов, погребального комплекса Карасуыр (Улытауский район, Карагандинская область) выявлено присутствие похороненного без оружия европеоида западноевразийского происхождения (образец DA29, ERS2374308, 700 ybp), имеющего Y-хромосомную гаплогруппу R1a1a1b1a2-Z280>R1a1a1b1a2a-Z92 (R-YP575>R-Y83843>R-BY100307) и митохондриальную гаплогруппу I1. В кургане 5 у ног европеоида была найдена железная проколка, железное кресало с пластиной, железное кольцо (возможно, звено цепи). В соответствии со схемой разделения монгольского общества на социальные группы Б. Я. Владимирцова, этот погребённый относился, возможно, к третьему классу, к которому причисляли рабов или слуг, не имевших личного имущества. Обычно это были пленённые на войне представители разных народов. По истечении некоторого времени они переходили на положение вассалов и переставали отличаться от «простых людей». У образца DA28 (707 ± 44 BP, календарный возраст погребения между 1260—1300 гг. н. э. (1-сигма) или 1220—1320 гг. н. э. (2-сигма)) из кургана 1 определена Y-хромосомная гаплогруппа C2b1a3a1a3-Y4541. Оба погребения мужчин в возрасте 40—55 лет выполнены по обряду трупоположения вытянуто на спине, руки вдоль туловища с ориентацией на север.

## Область
В марте 2022 года Президент Казахстана Касым-Жомарт Токаев объявил, что на территории бывшей Жезказганской области будет сформирована Улытауская область: «Создание в этом регионе самостоятельной области — важное решение не только с экономической точки зрения, но и духовно: Улытау, который находится в центре нашей бескрайной казахской степи, занимает особое место в истории нашей страны. Здесь проходили великие собрания, где решалась судьба страны».